# Удар рукою
Удар рукою — імпульсний зворотно-поступальний або обертальний направлений рух рукою, метою якого є досягнення зміни фізичного стану об'єкта чи суб'єкта. В спорті удар рукою може носити різний характер і використовуватись для: 1) завдання фізичної шкоди (спортивні єдиноборства), 2) завдання певного прискорення (спортивні ігри). В бойових мистецтвах удар рукою — це комплексне поняття, що включає в себе сукупність наступальних дій ударного характеру, які людина здатна виконувати руками. Так, зокрема, за допомогою ударної техніки рук виконуються такі дії:
- удар пальцем
- удар долонею
- удар кулаком
- удар передпліччям
- удар ліктем
- удар плечем

Деякі види єдиноборств передбачають використання лише частини наведених технік, деякі використовують всі.

## Головні принципи ударної техніки рук
Складові частини вдалого удару рукою — це точність і сила. І точність, і сила досягаються шляхом тренування. Сила удару рукою створюється: 1) швидкістю руху; 2) концентрацією та зосередженням волі й енергії на ударі; 3) використанням найпотужніших м'язів при виконані удару; 4) вкладанням ваги тіла в удар.
При виконанні удару рукою головну роль відіграють м'язи ніг та тулуба: удар починається з поштовху і випрямляння ноги, супроводжується поворотом, нахилом чи випрямлянням корпуса (в залежності від виду удару) та зміщенням ваги тіла у необхідний бік.
Удари руками можна парирувати, використовуючи відхід чи відскок з лінії атаки, ухиляння, відбивання, блокування тощо. Удари руками можна випереджати контрударами.

## Різновиди ударів руками

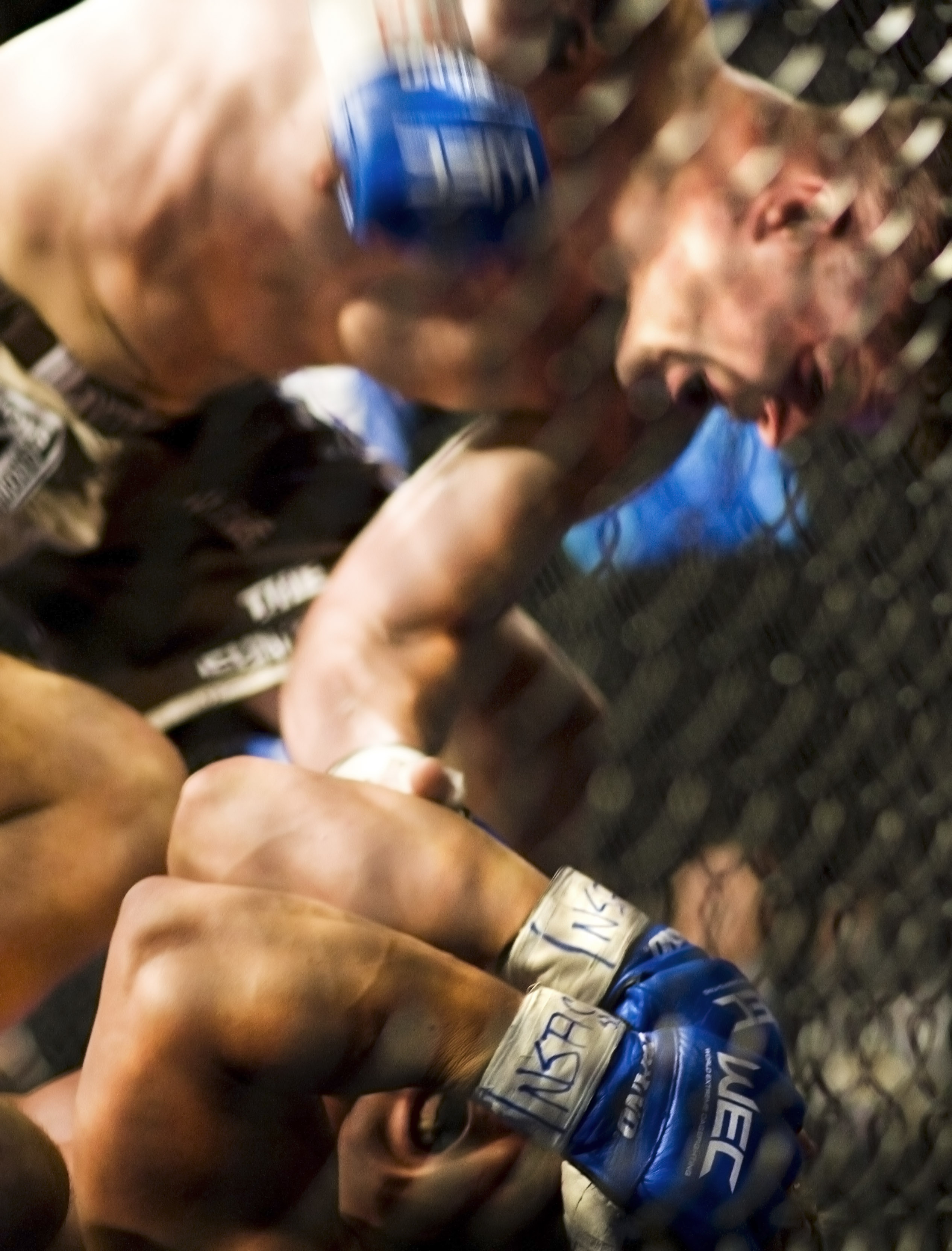
Низхідні удари кулаками.

За напрямом руху удари руками поділяються на:
- прямі (фронтальні) удари
- бокові (флангові) удари
- низхідні удари
- висхідні удари

За динамікою виконання удари руками поділяються на:
- удари з місця
- удари з розвороту
- удари в кроці
- удари на скачку
- удари в стрибку